# Cooinda Airport
Cooinda Airport är en flygplats i Australien. Den ligger i kommunen West Arnhem och territoriet Northern Territory, omkring 190 kilometer öster om territoriets huvudstad Darwin.
Trakten runt Cooinda Airport är nära nog obefolkad, med mindre än två invånare per kvadratkilometer..
I omgivningarna runt Cooinda Airport växer huvudsakligen savannskog. Genomsnittlig årsnederbörd är 1 667 millimeter. Den regnigaste månaden är januari, med i genomsnitt 406 mm nederbörd, och den torraste är juni, med 1 mm nederbörd.